# Stuipendrecht
Stuipendrecht is een fictieve stad in de verhalen van Tom Poes en ligt circa 5 km ten westen van Rommeldam, aan de samenloop van de rivieren de Stuipe en de Drens. Het Stuipendrechts kanaal geeft de stad een goede verbinding met de havenstad Rommeldam. Het is een druk spoorwegknooppunt met nationale en internationale verbindingen (zoals Rommeldam, Slothoven, Dorrum en Hochwitzen in de Gouden Bergen). Ten zuiden van de stad ligt het voetbalstadion waarin Stuipendrecht en de Stuipendrechtse Boys hun thuiswedstrijden spelen. De landgoederen van het slot Bommelstein grenzen in het westen aan de Stuipendrechtse heide. Dit stuk natuur valt wel onder de jurisdictie van de stad Rommeldam en wordt in het verhaal De doorluchtigheid aan de Aarts-Coolemoon ter beschikking gesteld.
De stad Stuipendrecht is geheel zelfstandig en valt daarom buiten de zeggenschap van het gemeentebestuur van Rommeldam. In het verhaal De spalt ging kortelings het gerucht dat de stad Akel Stuipendrecht zou hebben ingelijfd. Commissaris Bulle Bas en ambtenaar eerste klasse Dorknoper zijn vaak tientallen kilometers buiten Rommeldam aan het werk, maar de stad Stuipendrecht komen ze nooit in. De relatie tussen de twee steden bereikt een dieptepunt in het verhaal: De wraakgier, waarin het gerucht gaat dat Stuipendrecht tol gaat heffen op het Stuipendrechts kanaal.